# Let's-A-Go-Go
《Let's-A-Go-Go》는 2002년 1월에 발매된 오! 부라더스의 두 번째 앨범이다.

## 수록곡 목록
1. 집 밖은 Rock And Roll
2. 비가 오면
3. 나 너 좋아해도 돼?
4. 바다로 가자
5. 별거아냐 따라해봐
6. 안녕 Boogie
7. 질질 Boogie
8. 말해야 하나
9. 랄 랄 라
10. Rock And Roll To You
11. 사랑스런 독구

## 참여 멤버
- 성수: 보컬
- 쟈니: 리드 기타
- 문: 베이스 기타
- 성배: 색소폰
- 개똥이: 드럼